# Partit de la Raó
El Partit de la Raó (en alemany Partei der Vernunft; PDV) és un partit polític d'Alemanya fundat el 30 de maig de 2009 pel periodista Oliver Janich.

## Resultats electorals i escons
En 2011, la PDV va participar en les eleccions locals en la Baixa Saxònia i va rebre un escó en el parlament de Harsefeld, dos escons al parlament de la Samtgemeinde Harsefeld i un altre en el parlament local de Bremervorde.
La seva primera participació en eleccions de l'estat alemany a Rin del Nord-Westfàlia modificació 13 de maig de 2012, però no va obtenir cap escó al Parlament (la Landtag).
Harald Ebert, membre de l'ajuntament d'Erding i exmembre del Partit Democràtic Lliure (FDP), es va unir a la pdv el 2012.